# Арезинг
Арезинг (нем. Aresing) — община в Германии, в земле Бавария.
Подчиняется административному округу Верхняя Бавария. Входит в состав района Нойбург-Шробенхаузен.  Население составляет 2684 человека (на 31 декабря 2010 года). Занимает площадь 29,89 км².